# Liste der Biografien/Piv
Liste der Biografien |
Portal Biografien |
Personensuche
# |
A |
B |
C |
D |
E |
F |
G |
H |
I |
J |
K |
L |
M |
N |
O |
P |
Q |
R |
S |
T |
U |
V |
W |
X |
Y |
Z |
?
 
Pa |
Pc |
Pe |
Pf |
Ph |
Pi |
Pj |
Pk |
Pl |
Pm |
Pn |
Po |
Pr |
Ps |
Pt |
Pu |
Pv |
Pw |
Py
 
Pia |
Pib |
Pic |
Pid |
Pie |
Pif |
Pig |
Pih |
Pii |
Pij |
Pik |
Pil |
Pim |
Pin |
Pio |
Pip |
Piq |
Pir |
Pis |
Pit |
Piu |
Piv |
Piw |
Pix |
Piy |
Piz
Die Liste der Biografien führt alle Personen auf, die in der deutschsprachigen Wikipedia einen Artikel haben. Dieses ist eine Teilliste mit 34 Einträgen von Personen, deren Namen mit den Buchstaben „Piv“ beginnt.

## Piv

### Piva
- Piva, Alessandro (* 1966), italienischer Filmregisseur
- Piva, Ferruccio († 2008), san-marinesischer Politiker
- Piva, Paolo (1950–2017), österreichisch-italienischer Architekt, Designer und Künstler
- Piva, Valerio (* 1958), italienischer Radrennfahrer
- Pivaljević, Darko (* 1975), serbischer Fußballspieler
- Pivarić, Josip (* 1989), kroatischer Fußballspieler
- Pivarník, Ján (* 1947), slowakischer Fußballspieler und -trainer
- Pivarník, Roman (* 1967), slowakischer Fußballspieler und -trainer
- Pivarunas, Mark (* 1958), US-amerikanischer Geistlicher, Bischof und Generaloberer der Congregation of Mary Immaculate Queen in den USA
- Pivatelli, Gino (* 1933), italienischer Fußballspieler und -trainer

### Pive
- Pivec, Karl (1905–1974), österreichischer Historiker
- Pivel Devoto, Ulises (1923–1981), uruguayischer Politiker
- Piven, Byrne (1929–2002), US-amerikanischer Schauspieler
- Piven, Frances Fox (* 1932), kanadische Politikwissenschaftlerin und Hochschullehrerin, Professorin für Politikwissenschaft
- Piven, Jeremy (* 1965), US-amerikanischer SchauspielerJeremy Piven (* 1965)

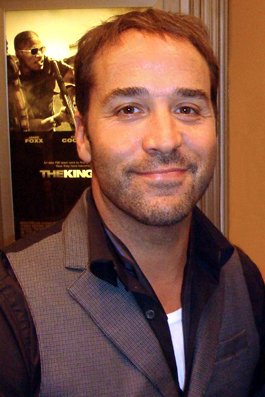
Jeremy Piven (* 1965)

- Piver, Susan (* 1957), US-amerikanische Schriftstellerin und Meditationslehrerin
- Pivert, Marceau (1895–1958), französischer Sozialist
- Piveteau, Jacques (1924–1986), katholischer Sachbuchautor
- Piveteau, Jean (1899–1991), französischer Paläontologe
- Pivetta, Nick (* 1993), kanadischer Baseballspieler
- Pivetti, Irene (* 1963), italienische Politikerin der Lega Nord, Journalistin und Moderatorin

### Pivi
- Pivi, Paola (* 1971), italienische Künstlerin
- Pividal, Rafaël (1934–2006), französischer Schriftsteller
- Pivirotto, Ryan (* 1995), US-amerikanischer Shorttracker

### Pivk
- Pivko, Libor (* 1980), tschechischer Eishockeyspieler

### Pivn
- Pivnik, Sam (1926–2017), polnischer Holocaust-Überlebender und ZeitzeugeSam Pivnik (1926–2017)

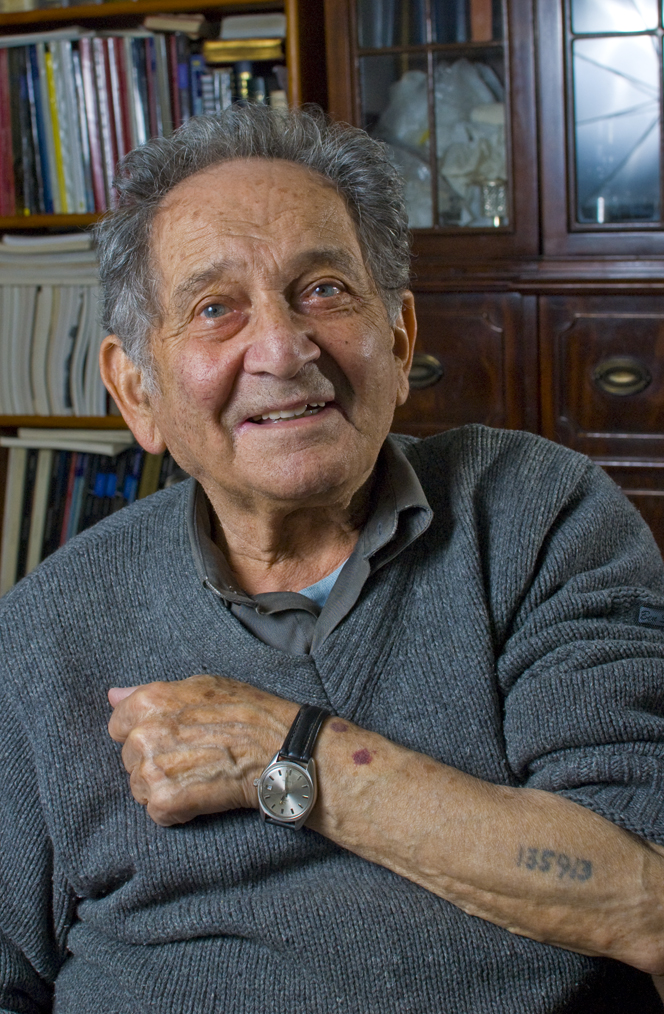
Sam Pivnik (1926–2017)

### Pivo
- Pivoda, Tomáš (* 1991), tschechischer Automobilrennfahrer
- Pivois, Yann (* 1976), französischer Radrennfahrer
- Pivoňka, Michal (* 1966), tschechischer Eishockeyspieler
- Pivoňková, Adéla (* 1991), tschechische Fußballspielerin
- Pivot, Bernard (1935–2024), französischer Journalist, Autor und Moderator
- Pivotto, Pietro (* 1995), italienischer Sprinter
- Pivovar, Marek (1964–2021), tschechischer Schriftsteller, Dramaturg und Regisseur

### Pivr
- Pivrikas, Viktoras (1950–2013), litauischer Arzt und Politiker